# Prebivalstvo Luksemburga
Luksemburg je majhna država, zato večina od 410.000 prebivalcev prihaja iz sosednjih držav, govori pa enega od treh jezikov. Poleg francoščine (ki jo govorijo v sosednjih Belgiji in Franciji) in nemščine (Nemčija), prebivalci tega vojvodstva govorijo še luksemburščino. Obstajata tudi številčni manjšini govorcev italijanščine in portugalščine.

## Rast prebivalstva
1,27 % na leto.

## Uradni jeziki
Uradni jeziki v Luksemburgu so: luksemburški (letzeburgisch), francoski in nemški.

## Pričakovana življenjska doba
Ženske 82,2 let, moški 75,5 let.

## Demografska gibanja
Rodnost 13,2 promilov; umrljivost 9,3 promilov.

## Mestno prebivalstvo
89 %

## Narodnostna sestava
Luksemburžani 72,5 %; Portugalci 9 %; Italijani 5,4 %; Francozi 3,4 %; Belgijci 2,5 %; Nemci 2,4 %; ostali 4,8 %.

## Religija
Katoličani 93 %; protestanti 1,3 %; ostali 5,7 %.

## Razmerje v spolih
0,97 moških/žensko.

## Pismenost
100 %.